# Куссета (Алабама)
Куссета (англ. Cusseta) — місто (англ. town) в США, в окрузі Чемберс штату Алабама. Населення — 152 особи (2020).

## Географія
Куссета розташована за координатами 32°47′16″ пн. ш. 85°18′21″ зх. д. / 32.78778° пн. ш. 85.30583° зх. д. (32.787654, -85.305748).  За даними Бюро перепису населення США в 2010 році місто мало площу 6,78 км², уся площа — суходіл.

## Демографія
Згідно з переписом 2010 року, у місті мешкали 123 особи в 48 домогосподарствах у складі 36 родин. Густота населення становила 18 осіб/км².  Було 55 помешкань (8/км²).
Расовий склад населення:
| - 95,9 % — білих - 2,4 % — чорних або афроамериканців - 1,6 % — азіатів |

До двох чи більше рас належало 0,0 %. Частка іспаномовних становила 0,0 % від усіх жителів.
За віковим діапазоном населення розподілялося таким чином: 26,8 % — особи молодші 18 років, 61,8 % — особи у віці 18—64 років, 11,4 % — особи у віці 65 років та старші. Медіана віку мешканця становила 40,2 року. На 100 осіб жіночої статі у місті припадало 105,0 чоловіків;  на 100 жінок у віці від 18 років та старших — 109,3 чоловіків також старших 18 років.
Середній дохід на одне домашнє господарство  становив 54 433 долари США (медіана — 52 500), а середній дохід на одну сім'ю — 52 202 долари (медіана — 34 464). За межею бідності перебувало 9,3 % осіб, у тому числі 0,0 % дітей у віці до 18 років та 0,0 % осіб у віці 65 років та старших.
Цивільне працевлаштоване населення становило 61 осіб. Основні галузі зайнятості: науковці, спеціалісти, менеджери — 23,0 %, виробництво — 19,7 %, освіта, охорона здоров'я та соціальна допомога — 18,0 %, будівництво — 18,0 %.